# وينديل ميتشيل
وينديل ميتشيل (بالإنجليزية: Wendell Mitchell)‏ هو سياسي أمريكي، ولد في 4 سبتمبر 1940 في مونتغومري في الولايات المتحدة، وتوفي بنفس المكان في 4 فبراير 2012. حزبياً، نشط في الحزب الديمقراطي.